# Шентловренц
Шентловренц (словен. Šentlovrenc) — поселення в общині Требнє, регіон Південно-Східна Словенія, Словенія.